# 鳞茎碱茅
鳞茎碱茅（学名：Puccinellia bulbosa）为禾本科碱茅属下的一个种。